# Asserballe Station
Asserballe Station er en bebyggelse på Als, beliggende 4 km nordøst for Augustenborg og 4 km sydvest for Fynshav ved primærrute 8. Bebyggelsen hører til Sønderborg Kommune og ligger i Region Syddanmark. Den hører til Asserballe Sogn. Asserballe Kirke ligger i byen Asserballe 2 km mod øst.

## Historie
Bebyggelsen opstod omkring Asserballe Station, der blev anlagt af Amtsbanerne på Als i 1897 ved siden af den ensomt beliggende fattiggård, der var oprettet i 1869. Fattiggården blev på det preussiske målebordsblad betegnet som Krankenhaus (sygehus). Der var i 1873 indlagt 19 fattige fra de omkringliggende sogne, i 1899 var der 9..
Stationen havde en remise, men blev på det tyske kort kun betegnet som Haltestelle (trinbræt). Standsningsstedet var banens eneste i Asserballe Sogn og var nok opkaldt efter sognet. Banen blev åbnet 6. februar 1898. "Stationsbygningen" indeholdt desuden en korn- og foderstofforretning. Noget af den brændte i 1931, men blev hurtigt genopbygget.
De alsiske amtsbaner blev nedlagt 28. februar 1933. Remisen er blæst omkuld, men fundamentet ses endnu. En 1½ km lang gang- og cykelsti til Hundslev starter 400 m nord for stationen og er det længste stykke banetracé, der er bevaret fra Amtsbanerne på Als.